# Parque Urbano Napateco
Parque Urbano Napateco är en ort i Mexiko.   Den ligger i kommunen Tulancingo de Bravo och delstaten Hidalgo, i den sydöstra delen av landet, 110 km nordost om huvudstaden Mexico City. Parque Urbano Napateco ligger 2 165 meter över havet och antalet invånare är 6 172.
Terrängen runt Parque Urbano Napateco är platt åt nordväst, men åt sydost är den kuperad. Runt Parque Urbano Napateco är det ganska tätbefolkat, med 108 invånare per kvadratkilometer. Närmaste större samhälle är Tulancingo, 7,0 km söder om Parque Urbano Napateco. I omgivningarna runt Parque Urbano Napateco växer huvudsakligen savannskog.